# Henriette Petit

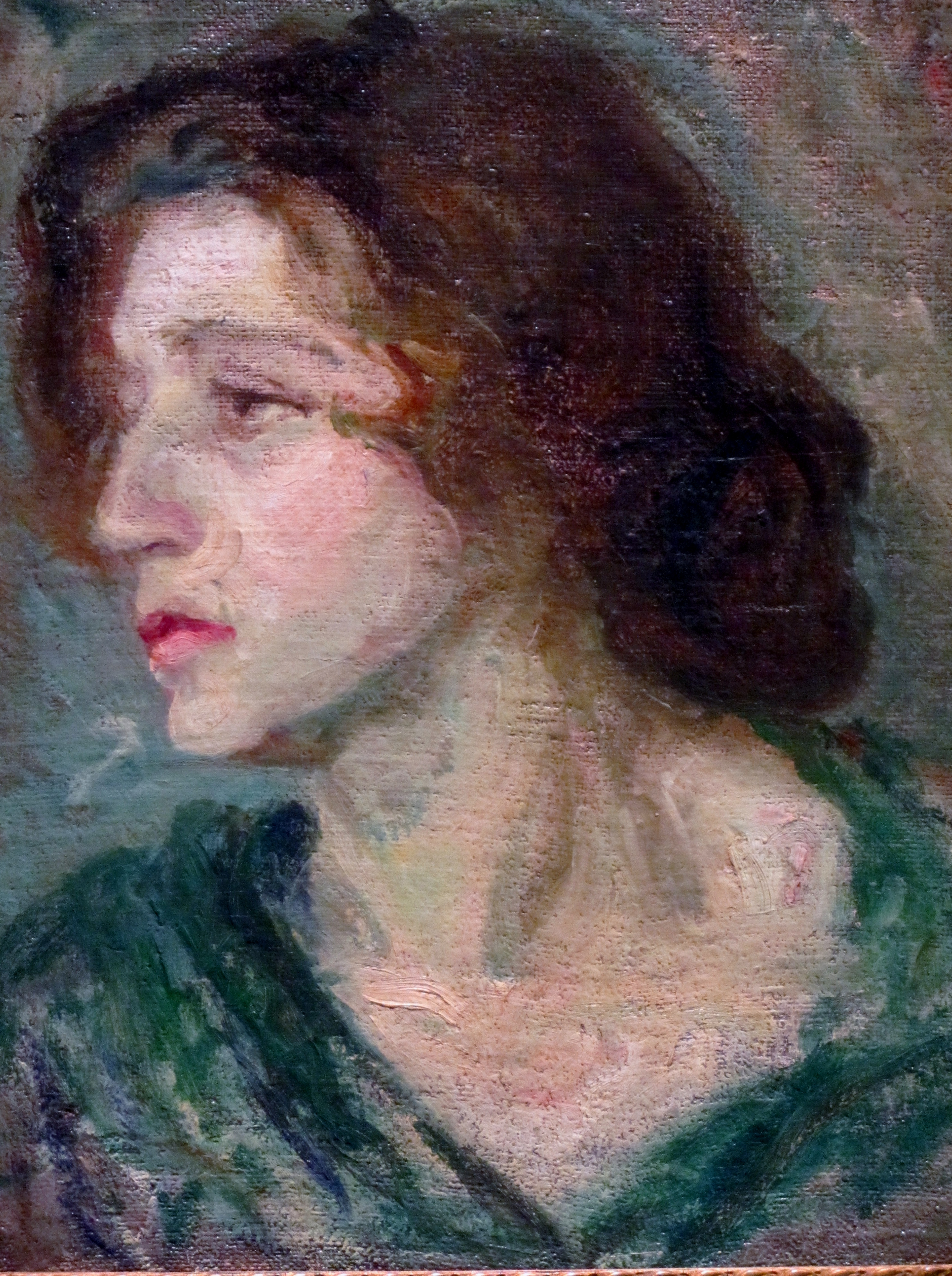
Juan Francisco González: Porträt von Henriette Petit

Henriette Petit (eigentl.: Ana Enriqueta Petit Marfan; * 3. März 1894 in Santiago de Chile; † 9. Dezember 1983 ebenda) war eine chilenische Malerin.
Die Tochter eines aus Frankreich stammenden Arztes kam in Kontakt zur Malerei durch ihre Freundin Marta Villanueva, die sie mit Juan Francisco González bekannt machte. Sie trat 1914 in die Escuela de Bellas Artes ein und war bis 1919 Schülerin von González.
1921/22 reiste sie mit ihrer Familie nach Paris. Dort besuchte sie das Atelier des Bildhauers Emile Antoine Bourdelle und stand dort Modell für einen Bronzekopf, der sich heute im Besitz des Museo Nacional de Bellas Artes befindet. Nach ihrer Rückkehr nach Chile gehörte sie neben Luis Vargas Rosas, José Perotti und den Brüdern Julio und Manuel Ortiz de Zárate zu den ersten Mitgliedern der avantgardistischen Grupo Montparnasse.
1925 kehrte sie nach Paris zurück und schloss sich dort dem Kreis der avantgardistischen Künstler um Juan Gris, William Hayter, Pablo Picasso, Le Corbusier, Georges Braque, Fernand Léger, Alexander Calder, Joan Miró, Stanley William Hayter und anderer an. In Paris entstand der bedeutendste Teil ihres malerischen Werkes.
Im Jahr 1926 heiratete sie Luis Vargas Rosas, mit dem sie auch künstlerisch zusammenarbeitete. Daneben arbeitete sie im Hospital Rouselle für psychisch Kranke. Wegen der deutschen Besatzung Frankreichs kehrte sie 1941 nach Chile zurück. Danach war sie nur noch sporadisch als Malerin aktiv. Das Museo Nacional de Bellas Artes veranstaltete 1996/97 eine Ausstellung ihrer Werke unter dem Titel Reactivando la Memoria: Henriette Petit (1894–1983). Die chilenische Post brachte zwei Briefmarken mit Motiven der Malerin heraus.